# فهرست نقش‌آفرینی‌های امیلی بلانت

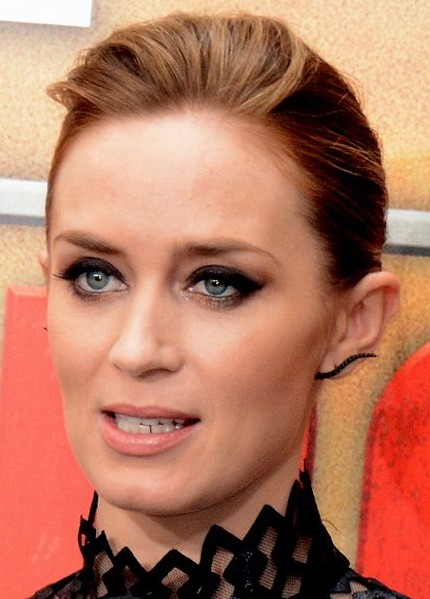
بلانت در نمایش افتتاحیه فیلم لبه فردا در فرانسه، ۲۰۱۴

بازیگر بریتانیایی امیلی بلانت بازیگری را در سال ۲۰۰۱ و به عنوان یک نوجوان در تئاتر خانواده سلطنتی آغاز کرد. نخستین تجربه صفحه نمایشی او در فیلم تلویزیونی بودیکا (۲۰۰۳) بود و نخستین نقش اصلی خود در یک فیلم را با ایفای نقش در فیلم تابستان عشقی من (۲۰۰۴) به کارگردانی پاوو پاولیکوفسکی انجام داد. او به خاطر ایفای نقش اصلی در فیلم تلویزیونی بی‌بی‌سی به نام دختر گیدئون (۲۰۰۶) برنده جایزه گلدن گلوب بهترین بازیگر نقش مکمل زن – سریال، سریال کوتاه یا فیلم تلویزیونی شد. در همان سال، او به خاطر ایفای نقش در فیلم کمدی آمریکایی شیطان پرادا می‌پوشد به شهرت زیادی دست یافت و نامزدی جایزه بفتای بهترین بازیگر نقش مکمل زن را کسب کرد.

## فیلم

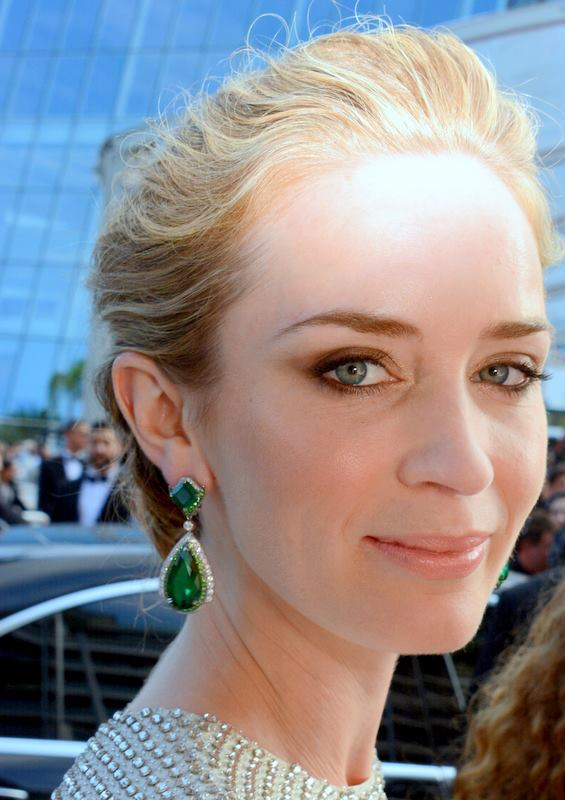
بلانت در جشنواره فیلم کن ۲۰۱۵

| سال  | عنوان                | نقش                                   | توضیحات                  | منابع         |
| ---- | -------------------- | ------------------------------------- | ------------------------ | ------------- |
| ۲۰۰۴ | تابستان عشقی من      | تامسین                                |                          | [ ۷ ]         |
| ۲۰۰۶ | شیطان پرادا می‌پوشد   | امیلی چارلتون                         |                          | [ ۸ ]         |
| ۲۰۰۶ | غیرقابل مقاومت       | مارا                                  |                          | [ ۹ ]         |
| ۲۰۰۷ | کولاک                | دختر                                  |                          | [ ۱۰ ]        |
| ۲۰۰۷ | باشگاه کتاب جین آستن | پرودی                                 |                          | [ ۱۱ ]        |
| ۲۰۰۷ | دن در زندگی واقعی    | Ruthie Draper                         |                          | [ ۱۲ ]        |
| ۲۰۰۷ | جنگ چارلی ویلسون     | Jane Liddle                           |                          | [ ۱۳ ]        |
| ۲۰۰۸ | باک هوارد بزرگ       | Valerie Brennan                       |                          | [ ۱۴ ]        |
| ۲۰۰۸ | آفتاب تمیز کردن      | Norah Lorkowski                       |                          | [ ۱۵ ]        |
| ۲۰۰۹ | ویکتوریای جوان       | ملکه ویکتوریا                         |                          | [ ۱۶ ]        |
| ۲۰۰۹ | کنجکاوی              | اما                                   | فیلم کوتاه               | [ ۱۷ ]        |
| ۲۰۱۰ | مرد گرگ‌نما           | Gwen Conliffe                         |                          | [ ۱۸ ]        |
| ۲۰۱۰ | هدف وحشی             | رز                                    |                          | [ ۱۹ ]        |
| ۲۰۱۰ | سفرهای گالیور        | شاهدخت مری                            |                          | [ ۲۰ ]        |
| ۲۰۱۱ | نومئو و ژولیت        | ژولیت                                 | صداپیشه                  | [ ۲۱ ]        |
| ۲۰۱۱ | اداره تعدیل          | Elise Sellas                          |                          | [ ۲۲ ]        |
| ۲۰۱۱ | صید ماهی آزاد در یمن | Harriet Chetwode-Talbot               |                          | [ ۲۳ ]        |
| ۲۰۱۱ | خواهر خواهر شما      | آیریس                                 |                          | [ ۲۴ ]        |
| ۲۰۱۱ | ماپت‌ها               | Miss Piggy's Receptionist             | حضور افتخاری             | [ ۲۵ ] [ ۲۶ ] |
| ۲۰۱۲ | پنج سال نامزدی       | Violet Barnes                         |                          | [ ۲۷ ]        |
| ۲۰۱۲ | لوپر                 | سارا                                  |                          | [ ۲۸ ]        |
| ۲۰۱۲ | آرتور نیومن          | Michaela / Charlotte Fitzgerald       |                          | [ ۲۹ ]        |
| ۲۰۱۴ | باد برمی‌خیزد         | نائوکو ساتومی                         | صداپیشه؛ دوبله انگلیسی   | [ ۳۰ ]        |
| ۲۰۱۴ | لبه فردا             | ریتا وراتاسکی                         |                          | [ ۳۱ ]        |
| ۲۰۱۴ | به‌سوی جنگل           | همسر نانوا                            |                          | [ ۳۲ ]        |
| ۲۰۱۵ | سیکاریو              | Kate Macer                            |                          | [ ۳۳ ]        |
| ۲۰۱۶ | شکارچی: جنگ زمستان   | ملکه فریا                             |                          | [ ۳۴ ]        |
| ۲۰۱۶ | دختری در قطار        | ریچل واتسون                           |                          | [ ۳۵ ]        |
| ۲۰۱۷ | بیسکوییت باغ‌وحشی     | زو هانتینگتون                         | صداپیشه                  | [ ۳۶ ] [ ۳۷ ] |
| ۲۰۱۷ | فیلم پونی کوچولو     | Tempest Shadow / Fizzlepop Berrytwist | صداپیشه                  | [ ۳۸ ]        |
| ۲۰۱۸ | یک مکان ساکت         | اِوِلین ابوت                            |                          | [ ۳۹ ]        |
| ۲۰۱۸ | شرلوک نومز           | ژولیت                                 | صداپیشه                  | [ ۴۰ ]        |
| ۲۰۱۸ | بازگشت مری پاپینز    | مری پاپینز                            |                          | [ ۴۱ ]        |
| ۲۰۲۰ | آویشن کوهستان وحشی   | رزماری مالدوم                         |                          | [ ۴۲ ]        |
| ۲۰۲۰ | یک مکان ساکت: بخش ۲  | اِوِلین ابوت                            |                          | [ ۴۳ ]        |
| ۲۰۲۱ | گشت‌وگذار در جنگل     | لیلی هووتن                            |                          | [ ۴۴ ]        |
| ۲۰۲۳ | اوپنهایمر            | کاترین «کیتی» اوپنهایمر               |                          | [ ۴۵ ]        |
| ۲۰۲۳ | سوداگران درد         | لیزا دریک                             | همچنین مدیر اجرایی تولید | [ ۴۶ ]        |
| ۲۰۲۴ | فال گای              | جودی مورنو                            |                          | [ ۴۷ ]        |
| ۲۰۲۴ | ایف                  | یونی                                  | صداپیشه                  | [ ۴۸ ]        |
| ۲۰۲۵ | ماشین کوبنده         | Dawn Staples                          |                          | [ ۴۹ ]        |
| ۲۰۲۶ | افشاگری              |                                       |                          | [ ۵۰ ]        |

| به آثاری اشاره دارد که در حال حاضر منتشر نشده‌اند | به آثاری اشاره دارد که در حال حاضر منتشر نشده‌اند |

## تلویزیون
| سال  | عنوان                                    | نقش             | توضیحات                               | منابع  |
| ---- | ---------------------------------------- | --------------- | ------------------------------------- | ------ |
| ۲۰۰۳ | بودیکا                                   | Isolda          | فیلم تلویزیونی؛ نام دیگر: ملکه جنگجو  | [ ۵۱ ] |
| ۲۰۰۳ | بازرس فویل                               | Lucy Markham    | قسمت: «بازی‌های جنگی»                  | [ ۵۲ ] |
| ۲۰۰۳ | هنری هشتم                                | کاترین هاوارد   |                                       | [ ۵۳ ] |
| ۲۰۰۴ | پوآرو                                    | Linnet Ridgeway | قسمت: «Death on the Nile»             | [ ۵۴ ] |
| ۲۰۰۵ | امپراتوری                                | Camane          |                                       | [ ۵۵ ] |
| ۲۰۰۵ | پرونده عجیب شرلوک هلمز و آرتور کانن دویل | Jean Leckie     | فیلم تلویزیونی                        | [ ۵۶ ] |
| ۲۰۰۶ | دختر گیدئون                              | ناتاشا          | فیلم تلویزیونی                        | [ ۵۷ ] |
| ۲۰۰۹ | سیمپسون‌ها                                | جولیت           | قسمت: «Lisa the Drama Queen»؛ صداپیشه | [ ۵۸ ] |
| ۲۰۱۵ | مسابقه لب‌خوانی                           | خودش            | قسمت: «امیلی بلانت در برابر ان هتوی»  | [ ۵۹ ] |
| ۲۰۱۶ | پخش زنده شنبه شب                         | خودش            | قسمت: «امیلی بلانت/برونو مارس»        | [ ۶۰ ] |
| ۲۰۲۲ | انگلیسی                                  | Cornelia Locke  | همچنین تهیه‌کننده اجرایی               | [ ۶۱ ] |

## تئاتر
| سال       | اثر                | نقش            | تئاتر                 | منابع  |
| --------- | ------------------ | -------------- | --------------------- | ------ |
| ۲۰۰۰      | بلیس               | Unknown        | جشنواره ادینبرو فرینج | [ ۶۲ ] |
| ۲۰۰۱–۲۰۰۲ | خانواده سلطنتی     | Gwen Cavendish | تئاتر هیمارکت         | [ ۶۳ ] |
| ۲۰۰۲      | وینسنت در بریکستون | یوژنی لویر     | تئاتر ملی سلطنتی      | [ ۶۴ ] |
| ۲۰۰۲      | رومئو و ژولیت      | ژولیت          | فستیوال تئاتر چیچستر  | [ ۶۵ ] |

## رادیو
| سال  | عنوان        | نقش  | منابع  |
| ---- | ------------ | ---- | ------ |
| ۲۰۰۴ | ضربه و کبودی | هولی | [ ۶۶ ] |

## کتاب صوتی
| سال  | عنوان                                  | منابع  |
| ---- | -------------------------------------- | ------ |
| ۲۰۱۰ | من هستم: چهل داستان از زندگی پس از مرگ | [ ۶۷ ] |

## مجموعه اینترنتی
| سال  | عنوان       | نقش  | توضیحات | منابع  |
| ---- | ----------- | ---- | ------- | ------ |
| ۲۰۲۰ | چند خبر خوب | خودش | قسمت ۲  | [ ۶۸ ] |

## ترانه‌شناسی
| موسیقی متن/آلبوم   | سال  | ترانه                                     | ناشر              | منابع  |
| ------------------ | ---- | ----------------------------------------- | ----------------- | ------ |
| وظیفه‌نشناس صدام کن | ۲۰۰۷ | «من و خانم جونز»                          | رپریز رکوردز      | [ ۶۹ ] |
| به‌سوی جنگل         | ۲۰۱۴ | «A Very Nice Prince»                      | والت دیزنی رکوردز | [ ۷۰ ] |
| به‌سوی جنگل         | ۲۰۱۴ | «It Takes Two»                            | والت دیزنی رکوردز | [ ۷۰ ] |
| به‌سوی جنگل         | ۲۰۱۴ | «Any Moment»                              | والت دیزنی رکوردز | [ ۷۰ ] |
| به‌سوی جنگل         | ۲۰۱۴ | «Moments in the Woods»                    | والت دیزنی رکوردز | [ ۷۰ ] |
| به‌سوی جنگل         | ۲۰۱۴ | «Finale/Children Will Listen (Part 1)»    | والت دیزنی رکوردز | [ ۷۰ ] |
| فیلم پونی کوچولو   | ۲۰۱۷ | «Open Up Your Eyes»                       | هاسبرو استودیوز   | [ ۷۱ ] |
| بازگشت مری پاپینز  | ۲۰۱۸ | «Can You Imagine That?»                   | والت دیزنی رکوردز | [ ۷۲ ] |
| بازگشت مری پاپینز  | ۲۰۱۸ | «The Royal Doulton Music Hall»            | والت دیزنی رکوردز | [ ۷۲ ] |
| بازگشت مری پاپینز  | ۲۰۱۸ | «Introducing Mary Poppins»                | والت دیزنی رکوردز | [ ۷۲ ] |
| بازگشت مری پاپینز  | ۲۰۱۸ | «A Cover Is Not the Book»                 | والت دیزنی رکوردز | [ ۷۲ ] |
| بازگشت مری پاپینز  | ۲۰۱۸ | «The Place Where Lost Things Go»          | والت دیزنی رکوردز | [ ۷۲ ] |
| بازگشت مری پاپینز  | ۲۰۱۸ | «Turning Turtle»                          | والت دیزنی رکوردز | [ ۷۲ ] |
| بازگشت مری پاپینز  | ۲۰۱۸ | «Trip a Little Light Fantastic»           | والت دیزنی رکوردز | [ ۷۲ ] |
| بازگشت مری پاپینز  | ۲۰۱۸ | «Trip a Little Light Fantastic (reprise)» | والت دیزنی رکوردز | [ ۷۲ ] |